# Ligio Zanini
Ligio Zanini, istriotski književnik iz Hrvatske. Stvarao je na rovinjskom dijalektu istriotskog jezika.